# 垣野內成美
垣野內成美（她的本名：平野成美（ひらの なるみ），1962年3月21日—）為日本的女性動畫師、作畫監督、漫畫家，出生於大阪府，先生為動畫監督平野俊貴。
高校畢業後加入由湖川友謙創立的作畫工作室「ビーボォー」。之後參與Io（イオ）、ARTLAND、AIC等動畫工作室和製作電視動畫系列及OVA錄影帶的原畫和作畫監督工作。1988年開始連載《吸血姬美夕》成為漫畫家。她筆下的人物造型纖細唯美，以夢幻典雅的風格獲得人氣而廣為人知，也在漫畫和動畫之外擔任插圖和角色設計而活耀著。

## 簡歴
- 1980年於製作電視動畫「傳說巨神伊甸王」時出道[1]。
- 1988年因擔任OVA「吸血姬美夕」的角色設計・分鏡・作畫監督而受到注目。
- 1988年3月，漫畫《吸血姬美夕》在日本漫畫雜誌《サスペリアミステリー》4月號開始連載而成為漫畫家。
- 1990年，擔任OVA「緑野原迷宮」的監督。除了監督之外還擔任了角色設計、劇本、分鏡、作畫監督四項工作。
- 2002年電視動畫《奇鋼仙女ロウラン》之後有12年的時間專心在漫畫創作上，直到2014年製作《獻給某飛行員的戀歌》時返回動畫界。

## 動畫作品

### 電視動畫
- 傳說巨神伊甸王（1980年） - 動畫
- 超时空要塞（1982年） - 第4話、7話、12話、19話、26話、31話、36話原畫
- 魔法のプリンセス ミンキーモモ（1982年） - 第10話、15話原畫
- 怪博士與機器娃娃（1983年） - 動畫、原畫
- 福星小子（1983年） - 動畫、原畫
- 无敌三四郎（1983年） - 第28話原畫
- 忍者戰士飛影（1985年） - 第25話、41話作畫監督
- 魔法之星爱美（1985年） - 第34話作畫監督
- 魔法のアイドルパステルユーミ（1986年） - 第25話作畫監督
- 古靈精怪（1987年） - OP、ED、第1話～8話原畫
- 吸血姬美夕 (TV版)（1998年） - 角色原案，OP、第25話原畫
- 奇鋼仙女ロウラン（2002年） - OP原畫
- 獻給某飛行員的戀歌（2014年） - 6話作話監督，第1話、12話、13話原畫
- 黑子的籃球（第2期）（2014年） - 第40話第二原畫
- 偽戀（2014年） - 第5話第二原畫
- 約會大作戰II（2014年） - 第1話作畫監督補佐，第4話、6話、7話作畫監督，ED原畫
- 目隱都市的演繹者（2014年） - 第9話第二原畫
- 精靈使的劍舞（2014年） - OP、第8話分鏡
- ALDNOAH.ZERO（2014年） - 第3話作畫監督
- 戰國BASARA Judge End（2014年） - 8話作畫監督
- 我，要成為雙馬尾（2014年） - ED原畫，第4話作畫監督補佐
- 心靈判官 PSYCHO-PASS 2（2014年） - 第3話作畫監督
- 白银的意志 ARGEVOLLEN（2014年） - 第17話作畫監督補佐、第22話作畫監督、第22話原畫
- 電波少女與錢仙大人（2014年） - 第10話分鏡、原畫
- 新妹魔王的契约者（2015年） - OP原畫・第2話作畫監督補佐（平野成美名義）
- 惡魔高校D×D BorN（2015年） - 第10話分鏡、原畫
- 城下町的蒲公英（2015年） - ED原畫（平野成美名義）

### 劇場版
- 傳說巨神伊甸王 發動編（1982年7月） - 作畫
- クラッシャージョウ（1983年3月） - 原畫
- 超时空要塞 愛，還記得嗎？（1984年7月） - 作畫監督補佐
- 宇宙戰艦大和號2199 遊星方舟（2014年12月） - 作畫監督

### OVA
- くりいむレモン（1985年） - 原畫、作畫監督 ※「幕野内味美」名義
- 戰鬥吧！！伊庫薩1（1985年） - 原畫、作畫監督
- 無限地帶23（1985年） - 原畫、作畫監督
- コスモスピンクショック（1986年） - 原畫、作畫監督
- 大魔獣激闘 鋼の鬼（1987年） - 原畫
- 破邪大星ダンガイオー（1987年） - 第1話、3話作畫監督
- 吸血姬美夕（OVA版）（1988年） - 角色設計、分鏡、作畫監督
- 緑野原迷宮（1990年） - 監督、角色設計、劇本、分鏡、作畫監督
- 冒險！伊庫薩3（1990年） - 原畫
- ねこねこ幻想曲（1991年） - 角色設計

### 自主製作作品
- DAICON IV OPENING ANIMATION（1983年） - 原畫

## 作品列表

### 漫畫
- 吸血姬美夕（《Suspiria》1988年 - 2000年，秋田書店） - 全10卷，中文版由長鴻出版社發行。
- 吸血姬夕維 - 全5卷，中文版由長鴻出版社發行。
- 吸血姬夕維 香音抄（《Suspiria Mystery》，秋田書店） - 全8卷，中文版由長鴻出版社發行。
- 人魚之旅，原名 - 原作/原案：平野俊弘
- 除魔美少女，原名 - 全4卷，中文版由長鴻出版社發行。
- 新・吸血姬美夕 - 原作：平野俊弘，全5卷，中文版由長鴻出版社發行。
- 玫瑰物語，原名 - 全2卷，過去中文版由台灣東販發行。
- 月亮公主 -紅月- ，原名 - 全1卷，中文版由東立出版社發行。
- 午後3時的魔法，原名（《月刊アフタヌーン》，講談社） - 全4卷，中文版由東立出版社發行。
- 面幻想 - 全1卷，中文版由長鴻出版社發行。
- 面具(假面)，原名
- 魔幻吸血姬，原名 - 全1卷，中文版由長鴻出版社發行。
- 吸血姬里亞 ，原名 - 全1卷，中文版由長鴻出版社發行。
- 吸血浪人，原名 - 全3卷，中文版由長鴻出版社發行。
- 戀水蓮，原名 - 全4卷，中文版由長鴻出版社發行。
- 格闘少女JULINE，原名（《Amie》1997年2月號 - 1998年聖誕特別號，講談社） - 全5卷，中文版由台灣東販發行。
- 風雲三姊妹LIN³，原名（《月刊Magazine Z》，講談社） - 原作：平野俊貴，全5卷，中文版由台灣東販發行。
- 新・風雲三姊妹 特，原名《新・風雲三姊妹 特Lin》（《月刊Magazine Z》） - 原作：平野俊貴，全4卷，中文版由台灣東販發行。
- 吸血舞姬・茉莉花，原名 - 全1卷，台灣中文版由長鴻出版社正式授權發行。
- 歌姬Fight!（短篇集） - 全1卷，中文版由東立出版社發行。
  -  ─ 短篇，為「吸血浪人」之後的故事
- Keep Trust -信頼の絆-
- Snow Sugar
- 異星學園，原名《異星学園エリスターズ》（サスペリア・セレクト Vol.2 垣野内成美特集號）
  - 漫畫
    -  - 台譯本未收錄
    -  - 台譯本未收錄

  - 插畫小說
    -  - 台譯本未收錄
    -  - 台譯本未收錄
- 藥師寺涼子怪奇事件簿，原名（《月刊Magazine Z》→《月刊Afternoon（至2009年5月號）》，講談社） - 原作：田中芳樹。目前發行至11卷，中文版由尖端出版正式授權發行。
- 紅瞳吸血少女，原名 - 全1卷，台灣中文版由長鴻出版社正式授權發行。
- 吸血姫　ヴァンパイア・プリンセス（《FlexComixフレア（日语：COMIC ポラリス）》）- 原作：平野俊弘
- 吸血鬼狩獵者 Cross，原名《レイスイーパー》・《レイスイーパーCROSS》（《月刊少年FANG（日语：月刊少年ファング）》 → 《月刊Comic RUSH（日语：月刊コミックラッシュ）》） - 全7卷，台灣中文版由東立出版社正式授權發行。
- Fairy Jewel（2011年 - ，電子數位漫畫誌《電撃Comic Japan（日语：電撃コミックジャパン）》，ASCII Media Works）

### 插畫
織田加繪原作
相原真理子原作
田中芳樹原作
- 藥師寺涼子怪奇事件簿 摩天樓
- 藥師寺涼子怪奇事件簿 東京夜未眠
- 藥師寺涼子怪奇事件簿 巴黎妖都變
- 藥師寺涼子怪奇事件簿 克麗奧佩特拉的葬送
- 藥師寺涼子怪奇事件簿 黒蜘蛛島
- 藥師寺涼子怪奇事件簿 夜光曲
- 藥師寺涼子怪奇事件簿 霧之訪問者
- 藥師寺涼子怪奇事件簿 小心水妖之日

其他
- （圖子慧（日语：図子慧））
- （渡邊由自（日语：渡邉由自））
- （赤木理繪）

### 插畫集
- 吸血姫美夕─垣野内成美插畫集
- FILM COLLECTION－美夕 上・下巻（OVA版）
- フィルムストーリー吸血姫美夕 壹巻 （收錄TV版１話至３話，沒有續刊）
- 續初戀物語 〜修學旅行〜 公式數位原畫集
- Flawless─薬師寺涼子的怪奇事件簿插畫集
- Cream Lemon MAKO編
- Cream Lemon MAKO SEXY SYMPHONY（PART 7・PART 12）

## CD封面圖片
- 《EVERYTHING》（Fluke Beauty（页面存档备份，存于） ─ 美國）

## 遊戲
- アークスII - 角色設定、原画（PC-8801版・PC-9801版・X68000版・MSX2版）
- 續 初戀物語 ～修學旅行～  - 角色設計（PC-FX版・PS版・SS版）
- クリックまんが オペラ座の怪人（PS版・Windows版）
- 吸血姬夕維 〜千夜抄〜 初回限定版（PS2版・Windows版）

## 腳註
1. 1 2 3 4 5  《It's ARTLAND》創藝社，1983年，第117頁的簡歷。

## 外部連結
- （日語）http://www.aprildd.co.jp/~kakinouchi/（页面存档备份，存于） － 垣野內成美官方網站。
- （日語）
- （日語）吸血姫のお部屋